# Cilly Aussem
Cäcilia Edith »Cilly« Aussem, nemška tenisačica, * 4. januar 1909, Köln, Nemško cesarstvo, † 22. marec 1963, Portofino, Italija.
V posamični konkurenci je po enkrat osvojila turnirja za Amatersko prvenstvo Francije, leta 1931 je v finalu premagala Betty Nuthall, in Prvenstvo Anglije, istega leta je v finalu premagala Hilde Krahwinkel. Na turnirju za Amatersko prvenstvo Francije se je v konkurenci ženskih dvojic leta 1931 uvrstila v finale skupaj z Elizabeth Ryan, v konkurenci mešanih dvojic pa je turnir osvojila leta 1930 skupaj z Billom Tildenom.

## Finali Grand Slamov

### Posamično (8)

#### Zmage (2)
| Leto | Turnir                       | Nasprotnica v finalu | Rezultat finala |
| 1931 | Amatersko prvenstvo Francije | Betty Nuthall        | 8–6, 6–1        |
| 1931 | Prvenstvo Anglije            | Hilde Krahwinkel     | 6–2, 7–5        |

### Ženske dvojice (1)

#### Porazi (1)
| Leto | Turnir                       | Partnerica     | Nasprotnici v finalu         | Rezultat finala |
| 1931 | Amatersko prvenstvo Francije | Elizabeth Ryan | Eileen Bennett Betty Nuthall | 7–9, 2–6        |

### Mešane dvojice (1)

#### Zmage (1)
| Leto | Turnir                       | Partner     | Nasprotnika v finalu        | Rezultat finala |
| 1930 | Amatersko prvenstvo Francije | Bill Tilden | Eileen Bennett Henri Cochet | 6–4, 6–4        |